# Estación de Morata de Jalón
Morata de Jalón es una estación ferroviaria situada en el municipio español de Morata de Jalón en la provincia de Zaragoza, comunidad autónoma de Aragón. Cuenta con servicios de Media Distancia. Cumple también funciones logísticas.

## Situación ferroviaria
La estación se encuentra en el punto kilométrico 272,3 de la línea férrea de ancho ibérico que une Madrid con Barcelona a 404 metros de altitud, entre el apeadero de Purroy y la estación de Ricla-La Almunia.
El tramo es de vía única y está electrificado.

## Historia
La estación fue inaugurada el 25 de mayo de 1863 con la apertura del tramo Medinaceli - Zaragoza de la línea férrea Madrid-Zaragoza por parte de la Compañía de los Ferrocarriles de Madrid a Zaragoza y Alicante o MZA. En 1941 la nacionalización del ferrocarril en España supuso la integración de la compañía en la recién creada RENFE.
Entre 1977 y 1983, fecha en que fueron sustituidos por autobuses, existió un servicio desde Zaragoza-El Portillo prestado por un Ferrobús que, vía Calatayud, Daroca y Caminreal, enlazaba con Teruel. Este servicio tenía una duración de 4 h y 56 min. Entre 1985 y 2015 el tren «Estrella Costa Brava» hacía parada en la estación. El 7 de abril de 2015 efectuó por última vez este servicio, dejando sin trenes de Larga Distancia a esta estación.
Desde el 31 de diciembre de 2004 Renfe Operadora explota la línea mientras que Adif es la titular de las instalaciones ferroviarias.

## La estación
El edificio para viajeros es una sencilla estructura de planta baja y rectangular. Posee dos andenes uno lateral y otro central. Cuenta también con un refugio de metacrilato para los pasajeros que aguardan la llegada del tren. 
La estación dispone de ocho vías. Las impares 1 y 3 tienen acceso al andén central, siendo la 1 usada por trenes directos sin parada. La vía 2 es otra vía derivada, con acceso al andén lateral. La vía 5 es derivada de la 3 y no tiene acceso a andenes. Por su parte, las vías pares 4, 6, 8 y 10 acaban en topera, donde los convoyes estacionados pueden, invirtiendo la marcha, entrar en las instalaciones de la planta de cemento anexa a la estación. 
La estación sumó el apartadero industrial de Cementos Portland del Jalón en 1931, que presta servicio a la empresa CEMEX. En 1933 lo hizo el apartadero industrial de la destilería de Bienvenido Serrano.

## Servicios ferroviarios

### Media Distancia
Renfe Operadora presta servicios de Media Distancia gracias a sus trenes Regionales en los trayectos indicados. Los principales destinos que se pueden alcanzar son Madrid, Guadalajara, Arcos de Jalón, Calatayud,  Zaragoza y Lérida.
| Línea MD | Trenes   | Origen/Destino   |  | Destino/Origen      |
| -------- | -------- | ---------------- |  | ------------------- |
|          | Regional | Madrid-Chamartín |  | Lérida Pirineos     |
|          | Regional | Arcos de Jalón   |  | Zaragoza-Miraflores |